# Аманкарагайский округ
Аманкарагайский внешний округ — 7-й округ в казахской степи, образован как административно-территориальная единица Российской империи Указом «О Сибирских киргизах» 30 августа 1834 года. Входил в состав Омской области. Старшим султаном был избран Уалиханулы Шынгыс торе. В состав округа входили 16 волостей с населением 14357 человек (4376 семей). Расформирован в 1867—1868 годах.

## Волости
| №  | Название волостей                                    | Число аулов | число кибиток |
| 1  | Сиван Киреевская с родом Балта Киреевского отделения | 10          | 739           |
| 2  | Кучубе Киреевская                                    | 5           | 261           |
| 3  | Именалы Киревская                                    | 11          | 648           |
| 4  | Самай Киреевская                                     | 9           | 479           |
| 5  | Матакай Киреевская                                   | 5           | 259           |
| 6  | Канджигалинская                                      | 6           | 301           |
| 7  | Актачи Аргыновская                                   | 9           | 493           |
| 8  | Бар Якши Уваковская                                  | 11          | 515           |
| 9  | Бейдалы Уваковская                                   | 10          | 542           |
| 10 | Янсары Уваковская с родом Чога Уваковским            | 10          | 484           |

## Старшие султаны
1. Жалбыр Абдоллаулы 1830—1834
2. Валиханов, Чингиз Уалиевич (1834 — 44)